# Ney Franco
Ney Franco da Silveira Júnior (Caratinga, 22 de julho de 1966) é um treinador de futebol brasileiro. Atualmente está sem clube.

## Carreira

### Ipatinga
Ney Franco é formado em Educação Física pela Universidade Federal de Viçosa. Trabalhou três anos nas divisões de base do Atlético Mineiro, e depois mais onze anos nas do Cruzeiro, antes de iniciar sua carreira de treinador no Ipatinga.
Ganhou notoriedade nacional já em seu primeiro torneio, quando levou sua equipe à conquista do título do Campeonato Mineiro de 2005. Na ocasião, era a primeira vez em 40 anos que um clube de fora da capital vencia o campeonato estadual. No ano seguinte, mais uma vez o Ipatinga surpreendeu a todos e conseguiu chegar novamente à final do Campeonato Mineiro. Desta vez, porém, o título acabou ficando nas mãos do Cruzeiro.
Em virtude do título mineiro de 2005, o Ipatinga havia entrado na disputa da Copa do Brasil de 2006. Ney Franco, então, conduziu o Ipatinga desde o primeiro jogo da competição até a fase de semifinais, quando seu time foi eliminado pelo Flamengo. Naquele momento, o Ipatinga, que havia passado por grandes equipes, como o Botafogo (campeão carioca de 2006) e o Santos (campeão paulista de 2006), despedia-se da Copa do Brasil.

### Flamengo
O reconhecimento do excelente trabalho de Ney Franco diante do Ipatinga permitiu que o técnico continuasse na competição, ao ser contratado pelo próprio Flamengo no dia 22 de maio.
A final da Copa do Brasil de 2006 foi disputada entre Flamengo e Vasco, quando pela primeira vez na história do torneio dois clubes da mesma cidade chegavam à final. Antes do primeiro jogo, o Vasco foi apontado como o favorito ao título, porém, Ney Franco mostrou-se ousado ao mudar o esquema tático do Flamengo, e o que se viu foi uma enorme superioridade da equipe rubro-negra. O Flamengo venceu as duas partidas e, pela primeira vez em sua curta carreira como treinador, Ney Franco conquistava um título nacional.
Ney Franco continuou à frente do Flamengo no início da temporada 2007, e apesar de alguns percalços em seu caminho, conseguiu levar o rubro-negro às conquistas da Taça Guanabara e do Campeonato Carioca. Por outro lado, na Libertadores da América, tida como prioridade pela diretoria, Ney somente conseguiu avançar com sua equipe até as oitavas de final, tendo sido desclassificado pelo Defensor, do Uruguai.
Apesar da precoce eliminação na Libertadores, Ney continuou como treinador do Flamengo para o Campeonato Brasileiro. Porém, alguns meses mais tarde, não resistiu à fraca campanha do time na competição e acabou sendo demitido.

### Atlético Paranaense
Poucas rodadas após ser demitido do rubro-negro carioca, ainda durante o Brasileirão de 2007, Ney Franco foi contratado pelo Atlético Paranaense, em substituição ao consagrado Antônio Lopes.
No início de 2008, Ney Franco continuou no comando do Furacão, que acabou vice-campeão do Campeonato Paranaense após um início avassalador no campeonato. Desgastado com o clube, em virtude da perda do estadual, o técnico acabou sendo demitido logo nas primeiras rodadas do Brasileirão.

### Botafogo
Depois da demissão do Atlético, Ney Franco ficou sem clube até meados de 2008, quando assinou com o Botafogo. Assumindo um time abalado pela traumática perda do Campeonato Carioca e pela eliminação na Copa do Brasil, Ney conseguiu conduzir o Glorioso durante o Campeonato Brasileiro, que terminou a competição na sétima posição.
Em 2009, Ney seguiu à frente do Botafogo e, inesperadamente, levou seu time à conquista da Taça Guanabara e à final da Taça Rio. Tendo perdido a Taça Rio para o Flamengo, o resultado se repetiria na decisão do Estadual e, com isso, ficou apenas com o vice-campeonato.
Devido aos maus resultados no Brasileirão, o treinador foi demitido do alvinegro carioca no dia 10 de agosto.
Poucas semanas antes de sua demissão, em participação no programa Bem, Amigos!, Ney lançou oficialmente sua canção "Tava Na Beira do Caos", que expressava muito dos momentos de pressão como treinador. Coincidência ou não, o lançamento foi um passo à frente tanto na sua carreira musical. O single acabou rendendo um inesperado disco de platina para o treinador, além de um honroso 74º lugar no top 100 da Billboard Brasil.

### Coritiba
No dia seguinte à sua demissão do Botafogo, Ney Franco acertou com o Coritiba para o restante do Campeonato Brasileiro de 2009, com a missão de ajudar o clube a sair da incômoda posição que o deixava na zona de rebaixamento. Na última rodada do campeonato, o Coxa enfrentou o Fluminense e empatou, não conseguindo manter sua vaga na Série A em 2010, e sendo rebaixado no ano do seu centenário.
Em 2010, Ney começou uma série invicta de oito partidas pelo Coritiba; a equipe acabou perdendo a invencibilidade para o rival Paraná, mas a derrota não abalou o time, que conquistou o super mando de campo (bônus para melhor time da primeira fase do paranaense) e ainda foi apontando pela mídia como o principal candidato ao título.
Na segunda fase do Campeonato Paranaense, o Coritiba foi campeão paranaense invicto com uma ótima campanha, vencendo a competição com uma rodada de antecedência em cima do arquirrival, o Atlético Paranaense. Ainda no início do ano, o treinador assumiu papel importante no momento mais difícil do Coritiba, associando-se ao clube e demonstrando que ele queria devolver o Coxa à Série A do Brasileiro.
Ney Franco coroou o bom ano com o acesso conquistado em novembro, após uma vitória por 3 a 2 contra o Duque de Caxias, em São Januário. Ao final da temporada, o Coxa sagrou-se campeão da Série B.

### Seleção Brasileira Sub-20
No dia 23 de setembro, foi anunciado como novo técnico da Seleção Brasileira Sub-20 e coordenador das divisões de base. Mantendo seu compromisso com o Coritiba, Ney cumpriu seu contrato até o final de 2010, ainda sagrando-se campeão brasileiro da Série B com uma rodada de antecedência. Pela Seleção Sub-20, sua principal missão foi classificar o Brasil às Olimpíadas de Londres, por meio do Sul-Americano Sub-20. Após vencer o Uruguai por 6 a 0 na última rodada, Ney Franco foi novamente campeão, classificando o Brasil para as Olimpíadas de 2012.

### São Paulo

#### 2012
Com um bom trabalho na Seleção Brasileira de base, inclusive conquistando a Copa do Mundo FIFA Sub-20 de 2011, em julho de 2012 Ney Franco foi contratado pelo São Paulo para ser o substituto de Emerson Leão, após a eliminação na Copa do Brasil e a derrota por 1 a 0 para a Portuguesa.
Apesar do início ruim de trabalho no São Paulo, o pior desde 1998, com Mário Sérgio, quando obteve, nas dez primeiras partidas, cinco vitórias, um empate e quatro derrotas, Franco se firmou e, ao final do ano, além de conseguir vaga à Libertadores de 2013 através do Brasileirão, também devolveu, depois de quatro anos, um título ao clube: a Copa Sul-Americana, que dá ao seu campeão o direito de disputar a mais importante competição do continente no ano seguinte. Com isso, seguindo a promessa do presidente Juvenal Juvêncio, recebeu carta branca para tocar a equipe.
Voltando à Sul-Americana, Ney Franco, graças à campanha que desembocou no título, foi, através dela, eleito para fazer parte da seleção do torneio, junto com três jogadores por ele treinados (o zagueiro Rafael Tolói, o meia Jadson e o ponta Lucas.

#### 2013
Durante o começo da temporada de 2013, apesar da liderança do Campeonato Paulista e com um jogo a menos, o time não conseguiu jogar um futebol vistoso e Ney Franco começou enfrentar as primeiras criticas sobre seu trabalho por parte da diretoria e alguns conselheiros. Passou a ser criticado pelas fracas atuações do time principalmente quando enfrentava adversários mais fortes, e por não conseguir desfazer o esquema tático 4-2-3-1 vitorioso durante o segundo semestre de 2012, mas que se mostrava ineficaz na temporada. Também não conseguiu encaixar Jadson e Ganso na equipe titular, e viu a equipe ficar em situação complicada na Libertadores (prioridade do clube na temporada), com apenas quatro pontos após quatro partidas, e com apenas mais duas partidas para serem realizadas. Passou então a ser questionada uma possível demissão do técnico do São Paulo.
O processo de possível saída de Ney Franco do comando são-paulino atingiu seu ápice depois da derrota diante o Arsenal de Sarandí, por 2 a 1, derrota esta que minimiza as possibilidades de o clube obter sua classificação às oitavas-de-final da Libertadores, e da vitória sobre o Oeste, por 3 a 2, quando, apesar do triunfo, foi chamado de "burro" pelo público presente no Morumbi. Mesmo assim, apesar do recente atrito com o zagueiro Lúcio, que deixou o jogo na Argentina "triste", o treinador, respaldado por Édson Silva e Thiago Carleto, teve sua hierarquia respeitada pelo grupo.
Cobrado pelo presidente Juvenal Juvêncio, que após a derrota diante do The Strongest, da Bolívia, pediu ao técnico repensar o caminho do time, Ney Franco, após o jogo seguinte ao revés na Libertadores, em 7 de abril, a vitória por 3 a 1 sobre o Botafogo de Ribeirão Preto, respondeu ao mandatário, dizendo que "As reflexões estão sendo feitas desde o início da temporada. O que não falta na minha cabeça é reflexão".
Porém, o técnico consegue dar a volta por cima e classificar o São Paulo para a próxima fase da Libertadores, que era tida como impossível para o clube e para a imprensa. O time venceu o Atlético Mineiro, o time de melhor campanha no campeonato continental por 2 a 0 e contou com a derrota do The Strongest contra o Arsenal de Sarandí para assumir a segunda colocação. Como se classificou com a pior campanha da fase de grupos, reencontrou o clube mineiro nas oitavas.
Em junho, apesar de o São Paulo ter estado invicto nas três primeiras rodadas do Brasileirão, fator que lhe garantia a liderança da competição, com sete pontos, a derrota para o Goiás, por 1 a 0, em casa, no quarto jogo do Tricolor válido pelo certame, expôs novamente um princípio de crise. A torcida, indignada com o desempenho da equipe, vaiou os atletas e o treinador, que para parte das arquibancadas deveria ser substituído por Muricy Ramalho, recém demitido do Santos. Mesmo assim, após o jogo, Franco se isentou de culpa, através das seguintes palavras:
| “ | Se sentir que estou impedindo o sucesso do time, sou o primeiro a pedir o boné, não quero atrapalhar. Mas acho que treinador não é o problema. É uma opinião minha. Quando há insucessos, é um pouco de cada coisa. Agora, o cargo é do clube. Tenho firmeza de continuar no cargo, mas não sou eu que tomo a decisão. | ” |

No dia 5 de julho, dois dias após a derrota para o Corinthians na primeira partida da final da Recopa, perseguido pela torcida que já vinha o hostilizando há alguns jogos, e sem clima com a grande maioria dos atletas do elenco, descontentes pela sua filosofia de trabalho e por suas declarações, Ney Franco foi demitido do São Paulo. O diretor de futebol do clube, Adalberto Baptista, justificou a saída de Franco com as seguintes palavras:
| “ | Foi um ano altamente competente. Foi bem no Brasileiro, título da Sul-Americana. Mostrou competência, mas infelizmente a gente sabe que no futebol resultados levam do céu ao inferno. Por isso decidimos retirar." | ” |

### Vitória

#### 2013
Após demissão de Caio Júnior, então técnico do Vitória, Ney Franco foi anunciado como novo treinador do clube baiano para o segundo turno do Campeonato Brasileiro. Seu desempenho o deixou em evidência, após assumir o time na 10ª colocação levando o time a disputar uma vaga para a Copa Libertadores até a última rodada, ficando na 5ª posição, a um ponto da zona.

#### 2014
Neste ano disputou sua primeira final comandando o Leão da Barra: o Campeonato Baiano. Por ter feito a melhor campanha, jogava por dois resultados iguais; no entanto, sua equipe acabou perdendo por 4 a 2 no placar agregado para o Bahia. Ney Franco deixou o comando do Vitória no dia 12 de maio, após um empate por 1 a 1 contra o Bahia, em partida válida pelo Campeonato Brasileiro.

### Retorno ao Flamengo
Logo após pedir demissão do Vitória, Ney Franco assumiu o Flamengo. Foi a sua segunda passagem pelo Rubro-Negro carioca, onde defendeu nos anos de 2006 e 2007. Porém, no dia 23 de julho de 2014, foi demitido do clube após uma grande sequência de derrotas.

### Retorno ao Coritiba
Voltou ao Coritiba após a demissão do técnico Marquinhos Santos.
No dia 3 de novembro de 2015, após seis partidas sem vencer pelo Campeonato Brasileiro, sendo cinco derrotas e um empate, Ney Franco foi demitido do Coritiba, deixando a equipe na 18°colocação.

### Sport
No dia 27 de março de 2017, foi anunciado pelo Sport. Foi demitido do clube pernambucano no dia 25 de maio, após a derrota para o Bahia na final da Copa do Nordeste.

### Chapecoense
Acertou com a Chapecoense no dia 28 de março de 2019, assinando com o clube catarinense até dezembro.
Já no dia 24 de julho, Ney Franco foi demitido após uma sequência de maus resultados. Deixou o time de Chapecó na 18ª posição no Campeonato Brasileiro. Em 18 jogos, o técnico teve um aproveitamento de 35,19%.

### Goiás
Foi anunciado pelo Goiás no dia 7 de agosto de 2019. Pouco mais de um ano depois, foi demitido do clube no dia 20 de agosto de 2020, após uma derrota para o Fortaleza válida pela 4ª rodada do Campeonato Brasileiro.

### Cruzeiro
Em 8 de setembro de 2020, Ney Franco chegou a um acerto com o Cruzeiro. Em seu primeiro trabalho como técnico efetivo da equipe principal cruzeirense, após períodos como interino em 2002 e 2004, ele assumiu o clube em 16º lugar na Série B. Foi demitido no dia 11 de outubro, após um empate com o Oeste, em partida válida pela 15ª rodada da Série B, deixando a equipe na 19ª posição.

### CSA
No dia 9 de julho de 2021, foi anunciado pelo CSA. Foi demitido em 30 de agosto, após doze jogos no comando da equipe alagoana. No total, obteve cinco vitórias, dois empates e cinco derrotas.

### Joinville
Depois de três anos sem trabalhar, Ney Franco voltou a comandar um clube em julho de 2024, acertando com o Joinville. O treinador estreou pelo time no dia 8 de setembro, num empate por 0–0 contra o Concórdia, válido pela Copa Santa Catarina. Demitido três meses depois, no dia 21 de outubro, Ney Franco deixou o Tricolor sem nenhuma vitória, com um saldo de cinco empates e duas derrotas em sete partidas.

## Controvérsias
No dia 6 de agosto de 2013, quase um mês depois de sua demissão do São Paulo, Ney Franco, em entrevista ao jornal O Globo, afirmou que Rogério Ceni extrapolava suas funções de capitão. Segundo o treinador, o goleiro "participa da vida política do clube, há uma disputa por seu apoio político". Jogadores como Paulo Henrique Ganso e Lúcio não teriam sido bem-sucedidos no clube porque "Se chega um nome que é do interesse dele (Ceni), ele fica na dele; se não é, reclama nos corredores." No dia seguinte, após a derrota são-paulina por 3–2 para o Kashima Antlers, na final da Copa Suruga Bank de 2013, Ceni respondeu a seu ex-comandante declarando: "Se eu tivesse a influência que ele acha, ele estaria no olho da rua há muito tempo."

## Estatísticas

### Clubes
Atualizadas até 30 de agosto de 2021
| Clube               | Jogos | Vitórias | Empates | Derrotas | Aproveitamento |
| ------------------- | ----- | -------- | ------- | -------- | -------------- |
| Flamengo            | 81    | 33       | 20      | 28       | 48,9%          |
| Atlético Paranaense | 48    | 29       | 9       | 10       | 66,6%          |
| Botafogo            | 74    | 34       | 17      | 23       | 53,6%          |
| Coritiba            | 103   | 53       | 27      | 23       | 60,1%          |
| São Paulo           | 79    | 41       | 16      | 22       | 57,8%          |
| Vitória             | 60    | 34       | 10      | 16       | 62,2%          |
| Cruzeiro            | 15    | 4        | 3       | 8        | 44,4%          |
| Sport               | 17    | 6        | 4       | 7        | 43,1%          |
| Goiás               | 113   | 54       | 20      | 39       | 53.6%          |
| Chapecoense         | 18    | 5        | 4       | 9        | 35,2%          |
| Ipatinga            | 41    | 24       | 13      | 4        | 69,1%          |
| CSA                 | 12    | 5        | 2       | 5        | 47.22%         |
| Joinville           | 7     | 0        | 5       | 2        | 23.81%         |
| ABC                 | 9     | 5        | 2       | 2        | 62.96%         |

### Seleções
| Seleção       | Jogos | Vitórias | Empates | Derrotas | Aproveitamento |
| ------------- | ----- | -------- | ------- | -------- | -------------- |
| Brasil Sub-20 | 19    | 12       | 5       | 2        | 71,9%          |

## Títulos
Ipatinga
- Campeonato Mineiro: 2005

Flamengo
- Copa do Brasil: 2006
- Taça Guanabara: 2007
- Campeonato Carioca: 2007

Botafogo
- Taça Guanabara: 2009

Coritiba
- Campeonato Paranaense: 2010
- Campeonato Brasileiro - Série B: 2010

São Paulo
- Copa Sul-Americana: 2012

Seleção Brasileira Sub-20
- Campeonato Sul-Americano: 2011
- Copa do Mundo FIFA Sub-20: 2011
- Copa Internacional do Mediterrâneo: 2012
- Torneio 8 Nações: 2012
- Quadrangular Internacional: 2012